# Creolina
La creolina es un nombre genérico para desinfectantes cuya composición varía según la procedencia.[cita requerida]

## Historia
Creolina fue una marca comercial registrada de Guglielmo Pearson S.R.L Génova, y se corresponde con un producto desinfectante, una mezcla de compuestos químicos, cuyos nombres, empresa y producto, se inspiran en el desinfectante inglés preparado por William Pearson LTD.
El artículo en inglés sobre Newland, de Kingston upon Hull, menciona que Pearsons fue establecido por William Edward Pearson en 1880. El fabricante del desinfectante negro de Creolina derivado de la creosota.
En Italia, la empresa propietaria de la marca Creolina, y es el único fabricante del desinfectante, registrada con el Ministerio de Salud con el número 148/10. Internacionalmente creolina también se corresponde con el nombre comercial de otros productos desinfectantes o productos, por ejemplo de Mark Cansick Co , además del mismo William Pearson (productos químicos).
Desde 1887 hasta la fecha la creolina ha experimentado varios cambios. La composición original era aceite de alquitrán, jabones, soda cáustica y muy poca agua.
Su uso fue múltiple: en el campo de la medicina, en el sector de la cría de animales, civil y veterinario. Por otra parte, el uso de la creolina, en el campo de las obras de restauración de motores, se utiliza para volver a la condición original de la fundición de piezas de aluminio manchadas de aceite y por los vapores de la misma.
En el artículo sobre San Juan de Ulúa, se menciona que en 1914: "La limpieza de la prisión fue un trabajo más prodigioso que la del mercado, y necesitó el trabajo de infantes de marina, marineros y prisioneros durante varias semanas. Las paredes y los pisos fueron raspados, se trataron con vapor, se lavaron con creolina y se enjuagaron con mangueras de alta presión."

## Marcas comerciales convertidas en nombres genéricos
Existe un proceso denominado vulgarización de marca por el cual los nombres de marcas comerciales extremadamente populares se convierten en sustantivos comunes que sirven para designar genéricamente al producto o servicio. Algunos ejemplos de conocidas marcas en el mundo hispanohablante que se han hecho nombre genérico son: aspirina, Cellophane (celofán o celo), Chiclets (chicles), curitas, Chupa-Chups (chupachús), Cinemascope, Gomina, Jeep, Kerosén (queroseno), Maizena (maicena), Plasticola, Plastilina (plastilina), Rimmel (rímel), Armor All (almorol) y otros. Parece ser también el caso de la creolina.[cita requerida]

## Composición
El principal componente activo (y tóxico) son fenoles (26%), aceites neutrales de alquitrán de hulla (51%), jabones (13%) y agua (10 %).
La principal toxicidad de este producto es la de los fenoles, que son tóxicos celulares inespecíficos provocando daño a nivel gastrointestinal, hepático, renal, neurológico, etc.
La creolina es un desinfectante natural que se extrae de la destilación seca de la madera. Este procedimiento consiste en destilar la madera en grandes autoclaves. De los vapores que se desprenden de esta destilación se extrae el aguarrás vegetal o esencia de trementina. El residuo que queda en el recipiente de la autoclave es una masa de color oscuro, de aspecto siruposo, que se denomina creosota. Está compuesta principalmente por fenol (ácido fénico) y cresol (ácido cresílico). Es un desinfectante muy poderoso, de origen natural, y que se emplea para elaborar diferentes compuestos destinados a la limpieza y desinfección.
La concentración ideal para la elaboración de desinfectantes es un contenido de fenoles del 15% sobre el producto elaborado. De esta forma, al preparar para su uso el desinfectante, tendrá siempre, usado al 10% en agua, una concentración final de fenoles superior al 1%, ideal para la limpieza y desinfección.
Para la preparación de los desinfectantes fenolados se emplean jabones líquidos de distintos tipos que ayudan a la limpieza y, fundamentalmente, a la solubilidad de la materia activa (fenoles o cresoles).
Ha sido una práctica normal el empleo de jabones que dan, al disolver el producto terminado en agua, una emulsión blanca, parecida a la leche. Esta emulsión contiene, disuelta en pequeñas partículas, la materia activa, ya sean fenoles o cresoles.

## Usos inapropiados
Existen una serie de usos incorrectos o no recomendables de la creolina, tales como: bañar a mascotas, desodorizante, como remedio alternativo, etc.